# Direção-Geral do Património Cultural
Die Direção-Geral do Património Cultural (DGPC) (entstanden aus Instituto de Gestão do Património Arquitectónico e Arqueológico (IGESPAR) - Institute for the Management of Architectural and Archaeological Heritage und Instituto Português do Património Arquitetónico (IPPAR - Portuguese Institute for Architectural Heritage; dt.: Directorate-General for Cultural Heritage)) ist ein Generaldirektorat der Portugiesische Regierung, welches die Aufgabe hat das portugiesische architektonische Erbe zu bewahren, erhalten und zu erfassen. Dazu gehören Gebäude und Stätten von historischen, architektonischen, wissenschaftlichem oder künstlerischem Wert. Das Direktorat führt eine Registratur aller klassifizierten Stätten und erlässt rechtlich bindende Erlasse mit Bezug auf alle diese Stätten.

## Geschichte
Die Behörde wurde auf Initiative des internen Restrukturierungsprogammes PRACE begründet und vom Conselho de Ministros (Ministerrat) eingeführt. Im IGESPAR wurde das Instituto Português do Património Arquitetónico (IPPAR) mit dem Instituto Português de Arqueologia (IPA) zusammengeführt, während viele andere Funktionen der Direcção Geral dos Edifícios e Monumentos Nacionais (DGMEN) aufgenommen wurden, die mit Konservation und Wiederherstellung der nationalen Kulturschätze zu tun haben.
Durch die Ministerial Order no.376 (20. März 2007) wurden die internen Strukturen und Statuten vorgegeben, während das Organisationsrecht des Kultusministeriums (Ministério da Cultura) eine Aufteilung in regionale Direktorate vorgab (mit Ausnahme der Azoren und Madeiras, wo kulturelle Schutzprogramme als Aufgabe der Regionalsekretariate eingerichtet wurden).
Archivmaterial, welches bis dahin von der Direcção Geral dos Edifícios e Monumentos Nacionais verwaltet wurde, wurde dem Instituto de Habitação e Reabilitação Urbana (Institut für Wohnung und Stadterhaltung) des Ministério do Ambiente (Umweltministerium) übergeben, das Department Ordenamento do Território e do Desenvolvimento Regional (Raumplanung und Regionalentwicklung) am 30. Mai 2007 unter die Aufsicht des SIPA - Sistema de Informação para o Património (Kulturerbe-Informationssystems) gestellt.
IGESPAR beerbte diese Institutionen und war die Vorgängerinstitution der Biblioteca Geral (BG) (Generalbibliothek) und der Biblioteca de Arqueologia (BA) (Archäologiebibliothek), welche Informationen zum architektonischen und archäologischen Kulturerbe enthält, und welche sowohl in Standortkatalogen, als auch Online  zugänglich ist. Bis 2010 wurden mehr als 3000 Anwesen im Land inventarisiert und klassifiziert und 13 davon wurden als UNESCO-Welterbe ausgewiesen, 2000 als Imóveis de Interesse Público (Immobilien von Öffentlichem Interesse), 800 in den Status eines Monumento Nacional (Nationalmonument) erhoben und 450 als regionale Stätten von öffentlichem Interesse klassifiziert.
2012 wurde dann im Zuge der Umsetzung einer Verordnung die Direção–Geral do Patrimônio Cultural (DGCP) eingesetzt, welche das IGESPAR, das Instituto dos Museus e Conservação (IMC IP) (Institut für Museen und Erhaltung) und die Direção Regional de Cultura de Lisboa o Vale do Tejo (DRCLVT) (Regionales Kultur-Direktorat von Lisboa und Vale do Tejo ) miteinander verband. Die beiden Behörden IGESPAR und IMC erloschen zum 29. Dezember 2011.

## Aufbau
Die DGPC ist eine Directorate-General, unter der Aufsicht des Ministério da Cultura (Kultusministerium), mit Verantwortlichkeit für das architektonische und archäologische Kulturerbe. Die Organisationsstruktur wird durch die Ministerial Order no.376 vom 20. März 2007 festgelegt, worin die Organisation mit fünf Aufgabenbereichen festgeschrieben ist:
- Salvaguarda (Sicherung): Koordination und Einleitung von Studien über Kandidaten für die Aufnahme in die Liste des nationalen Kulturerbes, Planung zur Sicherung von Gebäuden, Beschränkung oder Ergänzung von Bauprojekten, die mit dem nationalen Kulturerbe in Verbindung stehen, sowie Überwachung und Anregung von Projekten, das nationale Kulturerbe zu schützen.;[4]
- Inventário, Estudos e Divulgação (Inventar, Studien und Veröffentlichung): physikalische Analyse des Erhaltungszustands, Erforschung des nationalen Kulturerbes, sowie technische Assistenz für gelistete Bauwerke;[5]
- Projectos e Obras (Projekte und Werke): Begleitung der Schutzmaßnahmen für bestehende Gebäude vor Ort, Bereitstellung von Lösungen gegen Verfall und Werbung für Schutzmaßnahmen;[6]
- Jurídico (Recht) rechtliche Entscheidungen und Unterstützung bei gerichtlichen Interventionen des IGESPAR im Bezug auf bestehende oder laufende Untersuchungen;[7]
- Gestão (Management): Verwaltung der laufenden Arbeiten.[8]

Gleichzeitig ist das Direktorat zuständig für die Verwaltung zahlreicher bedeutender architektonischer Stätten:
- Convento de Cristo in Tomar
- Mosteiro da Batalha in Batalha
- Mosteiro de Santa Maria de Alcobaça
- Mosteiro dos Jerónimos und Torre de Belém in Santa Maria de Belém
- National-Pantheon (Panteão Nacional) in der Igreja de Santa Engrácia und Mosteiro de Santa Cruz in Coimbra
- Parque Arqueológico do Vale do Côa.

## Archive
Die DGPC verfügt über eine Reihe bedeutender Dokumentationsdienste, welche ein wichtiges strategisches Kapital darstellen. Unter den zentralen Diensten, Museen und Denkmälern befinden sich 25 Bibliotheken und Dokumentationszentren, von denen die meisten öffentlich zugänglich sind. Diese Dokumentationsdienste bieten mehr als 200.000 Titelsätze:
- Biblioteca da Ajuda (Hilfsbibliothek)
- Biblioteca do Palácio Nacional de Mafra
- Biblioteca de Arqueologia (Archäologische Bibliothek)
- Biblioteca de Conservação e Museus (Bibliothek für Konservation und Museen)
- Biblioteca de Património (Bibliothek des Kulturerbes)
- Biblioteca da Casa-Museu Dr. Anastácio Gonçalves
- Biblioteca do Convento de Cristo
- Biblioteca do Mosteiro da Batalha
- Biblioteca do Mosteiro de Alcobaça
- Biblioteca do Mosteiro dos Jerónimos
- Biblioteca do Museu Monográfico de Conimbriga (Bibliothek des Monografischen Museums Coimbriga)
- Biblioteca do Museu Nacional da Música (Bibliothek des Nationalmuseums für Musik)
- Biblioteca do Museu Nacional de Arqueologia (Bibliothek des Nationalmuseums für Archäologie)
- Biblioteca do Museu Nacional de Arte Antiga (Bibliothek des Nationalmuseums für Antike Kunst)
- Biblioteca do Museu Nacional de Arte Contemporânea do Chiado (Bibliothek des Nationalmuseums für Zeitgenössische Kunst von Chiado)
- Biblioteca do Museu Nacional de Etnologia (Bibliothek des Nationalmuseums für Ethnologie)
- Biblioteca do Museu Nacional do Azulejo (Bibliothek des Nationalmuseums für Fliesen ?)
- Biblioteca do Museu Nacional do Teatro e da Dança (Bibliothek des Nationalmuseums für Theater und Tanz)
- Biblioteca do Museu Nacional do Traje (Bibliothek des Nationalmuseums für Trachten)
- Biblioteca do Museu Nacional dos Coches (Bibliothek des Nationalmuseums für Kutschen)
- Biblioteca do Museu Nacional Grão Vasco (Bibliothek des Nationalmuseums Grão Vasco)
- Biblioteca do Museu Nacional Machado de Castro (Bibliothek des Nationalmuseums Machado de Castro)
- Biblioteca do Museu Nacional Soares dos Reis (Bibliothek des Nationalmuseums Soares dos Reis)
- Biblioteca do Palácio Nacional da Ajuda (Bibliothek des Nationalpalasts Ajuda)
- Biblioteca do SIPA - Forte de Sacavém

### Biblioteca de Arqueologia (BA)
Die Biblioteca de Arqueologia (BA) erbte den Nachlass des Portugiesischen Instituts für Archäologie (Instituto Português de Arqueologia) und damit die Sammlungen des Deutschen Archäologischen Instituts (Instituto Arqueológico Alemão), welches seine Sammlungen dem portugiesischen Staat überließ, als die Delegation in Lissabon 1999 auslief. Die Sammlung verfügte über fast 55.000 bibliografische Aufzeichnungen, unter anderem etwa 1.400 Zeitschriftentitel, 23.000 analytische Titel und 30.000 monografische Titel.

## Datenbanken
Die Datenbanken waren zuvor Dependenzen des Instituto dos Museus e da Conservação (IP).

### MatrizNet
MatrizNet enthält die Informationen in den Inventarblättern für museologische Güter sowie Informationen zur Bibliographie und zu temporären Ausstellungen von Museen, die von der DGPC abhängig sind (Colecções, Exposições Temporárias). Es hat ungefähr 40.000 Einträge und ermöglicht die Durchführung von Querschnittsrecherchen in Museumssammlungen, in Werken aus einer bestimmten historischen Periode, künstlerischen Periode oder Autorschaft.

### MatrizPCI
MatrizPCI ist eine Datenbank zur Unterstützung des Inventário Nacional do Património Cultural Imaterial (Nationalen Inventars des immateriellen Kulturerbes), die neben der Suche nach inventarisiertem immateriellem Kulturerbe auch die Konsultation von Referenzressourcen zum immateriellen Erbe ermöglicht, einschließlich Gesetzen und Vorschriften, elektronischer Ausgaben und technischer Dokumentation, die für die Förderung des Schutzes des immateriellen Kulturerbes von Bedeutung sind (Pesquisa do Inventário, Iniciar o procedimento de inventário de manifestações imateriais).

### MatrizPix
MatrizPix ermöglicht die Suche nach fotografischen Dokumenten mit digitaler Unterstützung, insbesondere im Zusammenhang mit der Dokumentation der Sammlungen der Nationalen Museen und Paläste. Es verfügt über einen Präsentationsbereich für Fotoausstellungen, unabhängig davon, ob es sich um Online-Versionen von Ausstellungen handelt, die von ADF/DGPC in Museen und Galerien präsentiert werden, oder um Ausstellungen, die speziell für den Zugriff über MatrizPIX konzipiert wurden. Es ermöglicht auch die Auswahl und Online-Bestellung von Bildern (Pesquisa de Imagens, Exposições Online, Pedido de Imagens). Es hat ungefähr 30.000 Einträge.

### Ulysses
Ex-IGESPAR-Datenbank für die Bestandsaufnahme von unbeweglichem Erbe (Sistema de informação do património classificado).

### Endovélico
Informations- und archäologisches Managementsystem", eine Datenbank zur Verwaltung von Informationen in Bezug auf archäologische Stätten die mit dem Portal do Arqueólogo verbunden ist (Sistema de informação e Gestão Arqueológica).

### SIPA
Sistema de Informação para o Património Arquitectónico (Informationssystem für architektonisches Erbe): Datenbank mit Informationen und Dokumentationen zum portugiesischen Architektur-, Stadt- und Landschaftserbe sowie Gebäuden portugiesischer Herkunft oder Bauweise.